# 日曜日の初耳学
『日曜日の初耳学』（にちようびのはつみみがく）は、毎日放送（MBSテレビ）の制作により、TBS系列で2015年4月12日から毎週日曜22:00 - 23:00（JST）に放送されている教養バラエティ番組。

## 概要
毎日放送で2014年に放送された『林先生が初耳だった!1億人のお宝雑学15選』、同年5月10日の14:00 - 15:24（JST）にTBS系列で放送した。さらに、2015年1月2日の15:00 - 16:30（JST）には、正月特別番組として『1億3000万人が出題者!林先生が驚く初耳学』がいずれの番組も好評を博したことを受けて、同年の4月改編から、毎日放送東京支社が担当するTBS系列・日曜22時枠でレギュラー版の放送を開始した。
世間であまり知られていない情報や話題（初耳ネタ）を、日本中の著名人・一般人から募集。寄せられたネタから出題・解説VTRを作成したうえで、博学で有名な林先生に抜き打ちで出題する内容で開始されたが、2018年・2020年5月・2021年1月に内容のリニューアルが行われ、現在は「インタビュアー林修」が中心の内容となっている（後述）。
それに伴い、制作局の毎日放送によれば、2019年4月から「単純なタイトルに変えることで、番組の内容の幅を広げること」をねらい番組のタイトルを『林先生の初耳学』に変更した。さらに2021年4月18日放送分から現行のタイトルに改めている。
4月・10月の番組改編期や年末年始などの期間には、レギュラー版の前枠に当たる「日曜劇場」（TBS制作の連続テレビドラマ枠）を組み込んだうえで、21:00（または20:57）スタートの2時間スペシャル版として放送することがある。また、「日曜劇場」の拡大放送時には時間を短縮しての放送となる。2022年4月17日放送分から、TVerを通じたリアルタイム配信を開始。

## 放送内容の変遷

### 2015年4月 - 2017年
2015 - 2017年までは、「初耳ネタ」の出題と認定だけで全編を構成。レギュラー版では、1回の放送につき、「初耳ネタ」を7問程度出題していた。

#### 「初耳ネタ」判定の流れ
「初耳ネタ」はVTRで出題される。VTRの冒頭では「出題者」の居住地（都道府県）に加えて、実名・ペンネーム・氏名のイニシャルのいずれかを必ず紹介。『林先生が驚く初耳学!』中期までは、土井善晴・さかなクン・三遊亭円楽がレギュラー出題者に名を連ねた。また、「初耳フリーク」（あるジャンルに関して熱狂的な知識を持つ人物）が「初耳ネタ」を林にぶつけたることもある。一方でゲストのパネラーがスタジオトーク中に「初耳ネタ」の出題を兼ねて蘊蓄（うんちく）を披露したりすることもあった。
また、毎日放送・TBS系が制作や出資に携わる映像作品（『日曜劇場』・『火曜ドラマ』や実写映画など）の出演者が、VTRやスタジオゲストとして随時出演。
大政が別室から前述のプロジェクターを通じて進行。「林先生、これ知ってますか?」という決まり文句や鋭いツッコミで林先生を追い込む役割を担う。
林先生は、出題VTRを見た後に、目の前に置かれた2種類のボタンのいずれかを押下。出題内容の「初耳ネタ」を本当に知らなかった場合には「初耳」、知っていた場合には「知ってた」ボタンを押すことによって、背後に設けられた縦型の大型モニターに結果が表示される。「初耳学」に認定されたネタについては、該当するネタの投稿者に賞金1万円を贈呈。
林先生が「初耳」ボタンを押した場合には、出題されたネタを「初耳学」に認定するとともに、スタジオセットのランプも紫から黄色に変わる。この場合には、「出題者の勝利」とみなしたうえで、解説VTRを放送。林先生が「知ってた」のボタンを押した場合には、その内容を即興で解説させる。林先生による即興解説では、「黒板解説」と称して、スタジオセットに設けられた黒板やチョークを用いることもある。また、テーブルマナーなどの実技ネタの場合は、林先生が「正しい」と思う方法をスタジオで実演。
即興解説が終了後大政がモニターを通じて「林先生、その説明・・・」とタメをつくり、正否を判定する。
林先生の即興解説の内容が正しい場合は、大政は正解であれば「お見事です」と賛辞を告げ、「お見事!」（林先生の勝利）とみなされ、その後解説VTRが短く放送される。
林先生の即興解説が間違っていた場合には大政が「全然違います」などと続けてけなし、解説を試みたネタを「初耳学」に認定したうえで、解説VTRを放送。この場合には、林先生が大政の指示で「初耳」ボタンを押すか、林先生に代わって大政が「初耳」ボタンを押す。
なお、解説VTR放送後のフリートーク枠で出演者が感想を話していることから、すべての問題において解説VTRが予め作られており、正解の場合は大幅にカットされてオンエアされていることが分かる。

### 2018年 - 2020年5月
2018年からは、取り上げる「初耳ネタ」の本数減らし、以前より深く掘り下げる構成に移行した。一方で林以外の人物が主に出演する以下のオールロケ企画を開始させた。
- アンミカ先生のパリコレ学[9]
- 吉川美代子先生の女子アナ学[10]
- ギャル曽根のパティシエール学[11]）
  - レギュラー出演者が先生となり、「学院生」とよばれる一般公募の参加者の育成を行うオーディション型リアリティ企画。「パリコレ学」からは、アンミカによる合格認定や推薦などを経て、小野寺南友（1期生）[12]と平田かのん（2期生）[13]がファッションモデルとしてパリ・コレクションでのショーデビューを果たした。「アンミカ先生の|パリコレ学」は第2期まで制作されたが、いずれの企画も2019年度内に順次完結した。

- 熱血課外授業
  - 林を皮切りに[14]、一家言を持つ各界の著名人が若い世代（主に高学歴の無業者）と直々に向き合う[15]。

### 2020年5月 - 12月
スタジオセットを一新し、「初耳ネタ」を廃止。「初耳トライ～やってみたらどうなる学～」（ファッションモデルのロイやお笑い芸人による検証・実験ロケ企画）と、初耳ネタに代わり「松丸亮吾の初耳謎解き学」（林とゲストパネラーチームによる早押しクイズ対決企画）を開始。

### 2021年1月 - 現在
「インタビュアー林修」と「初耳トレンディ」の2本を放送。「インタビュアー林修」については、レギュラーの放送枠内で「総集編」を定期的に放送しているほか、レギュラー枠と別の時間帯（主に日曜日の午後）に当番組のPRを兼ねて「総集編」だけの特別番組を編成することもある。
- インタビュアー林修
  - あるジャンルで「カリスマ」と呼ばれている人物からまだ公にしていない話を林が聞き出す独占インタビュー企画[17]

- 初耳トレンディ
  - 「トレンド」として聞いたことはあっても詳しくは知らないようなサービスや現象を林へのクイズや実験などで深く掘り下げる企画[18]。2021年1月31日放送分の「初耳トレンディ」ではWikipediaを取り上げた[19]。

## 出演者

### スタジオ出演者
林先生は、黒やグレー系統の背広姿で出演。2020年5月のリニューアル以前は、林先生を除くスタジオ出演者は白い服を着用していた。
※レギュラー版の出演者および出演頻度が高い人物のみ記載。

初耳学賢人
- 林修 - 番組タイトル通り『林先生』と呼ばれる。『林賢人』と呼ばれることは無い。

初耳学コンシェルジュ
- 大政絢 ※前述の通り別室からの出演を続けているが『王様のブランチ』向けの収録リポートで、スタジオに登場したことがある。「初耳トレンディ」でスタジオゲストからの「無茶振り」に応じることもある。

初耳学レギュラー
- 澤部佑 （ハライチ） ※スタジオ企画の「初耳ピーポー」→「初耳フリーク」では進行役を担当。
- 中島健人　※放送回によっては、出演しないこともある。2020年1月から一時放送されていた「令和のお仕事ピーポー」では進行役を担当。
- 千原ジュニア（千原兄弟） ※放送回によっては、田村淳（ロンドンブーツ1号2号）､小杉竜一（ブラックマヨネーズ）が代演することがある。かつて放送されていた「初耳ピクチャー」では進行役を担当。
- アンミカ※「アンミカ先生のパリコレ学」には『アンミカ先生』として出演。
- 吉川美代子 ※「吉川美代子先生の女子アナ学」には『吉川先生』として出演。

初耳学準レギュラー
- 梅沢富美男[注 2]
- かたせ梨乃
- ギャル曽根
- 和田アキ子
- 宮崎美子
- 渡辺えり
- 鈴木梨央[注 3]
- 船越英一郎
- 田村淳[注 4][注 5]
- 立川志らく
- 赤ペン瀧川 ※「林先生の初耳学　番外編」（CMとは別に放送されるスポンサーからのインフォマーシャル）にも林と揃って登場。
- 櫻坂46（※メンバーの中から1名が出演[注 6]）
- 小杉竜一（ブラックマヨネーズ）
- 河北麻友子
- 大家志津香

### VTR出演者
「初耳ネタ」出題者
- 土井善晴(毎日放送アナウンサー）※取材リポーター。
- 玉巻映美（同上）※取材リポーター。
- 山中真
- さかなクン ※2015年8月9日には「さかなクンスペシャル」を放送。
- 三遊亭円楽
- 出川哲朗
- 渡部建（アンジャッシュ）
- 大橋菜央（旅行専門雑誌「じゃらん」編集長）
- 磯田道史（歴史学者、国際日本文化研究センター准教授）
- 中室牧子（教育経済学者、慶應義塾大学准教授）
- 櫻井淳子 ※「スキャンダル日本史」コーナー 初代ストーリーテラー。
- 酒井美紀 ※「スキャンダル日本史」コーナー 2代目ストーリーテラー。
- 真飛聖 ※「スキャンダル日本史」コーナー 3代目ストーリーテラー。
- ギャル曽根 ※ロケ企画の「パテシィエール学」にも出演。
- 銀シャリ(鰻和弘・橋本直) [注 7]※ロケ企画のグルメリポートも担当。
- 松丸亮吾 ※「初耳謎解き学」出題者
- 石井亮次 ※「石井亮次の林先生これ知らんでしょ？」出題者
- 豊崎由里絵 （出演時点では毎日放送アナウンサー）※パイロット版のみ。取材リポーター

ロケ企画への主な出演者
- 平野ノラ ※潜入リポーター
- ガンバレルーヤ ※「美ボディへの道」リポーター
- ロイ (モデル) ※「初耳トライ～やってみたらどうなる学～」→「ロイくんの長時間かけて撮影シリーズ」リポーター
- 林輝幸 ※「初耳トライ～やってみたらどうなる学～」リポーター[注 8]
- アンゴラ村長（にゃんこスター） ※「初耳トライ～やってみたらどうなる学～」リポーター
- 鬼越トマホーク ※「初耳トライ～やってみたらどうなる学～」リポーター

## ネット局
| 放送対象地域   | 放送局                    | 系列    | 放送曜日・放送時間 | ネット状況 |
| -------------- | ------------------------- | ------- | ------------------ | ---------- |
| 近畿広域圏     | 毎日放送（MBS）           | TBS系列 | 日曜 22:00 - 22:54 | 【制作局】 |
| 北海道         | 北海道放送（HBC）         | TBS系列 | 日曜 22:00 - 22:54 | 同時ネット |
| 青森県         | 青森テレビ（ATV）         | TBS系列 | 日曜 22:00 - 22:54 | 同時ネット |
| 岩手県         | IBC岩手放送（IBC）        | TBS系列 | 日曜 22:00 - 22:54 | 同時ネット |
| 宮城県         | 東北放送（TBC）           | TBS系列 | 日曜 22:00 - 22:54 | 同時ネット |
| 山形県         | テレビユー山形（TUY）     | TBS系列 | 日曜 22:00 - 22:54 | 同時ネット |
| 福島県         | テレビユー福島（TUF）     | TBS系列 | 日曜 22:00 - 22:54 | 同時ネット |
| 関東広域圏     | TBSテレビ（TBS）          | TBS系列 | 日曜 22:00 - 22:54 | 同時ネット |
| 山梨県         | テレビ山梨（UTY）         | TBS系列 | 日曜 22:00 - 22:54 | 同時ネット |
| 新潟県         | 新潟放送（BSN）           | TBS系列 | 日曜 22:00 - 22:54 | 同時ネット |
| 長野県         | 信越放送（SBC）           | TBS系列 | 日曜 22:00 - 22:54 | 同時ネット |
| 富山県         | チューリップテレビ（TUT） | TBS系列 | 日曜 22:00 - 22:54 | 同時ネット |
| 石川県         | 北陸放送（MRO）           | TBS系列 | 日曜 22:00 - 22:54 | 同時ネット |
| 静岡県         | 静岡放送（SBS）           | TBS系列 | 日曜 22:00 - 22:54 | 同時ネット |
| 中京広域圏     | CBCテレビ（CBC）          | TBS系列 | 日曜 22:00 - 22:54 | 同時ネット |
| 鳥取県・島根県 | 山陰放送（BSS）           | TBS系列 | 日曜 22:00 - 22:54 | 同時ネット |
| 岡山県・香川県 | RSK山陽放送（RSK）        | TBS系列 | 日曜 22:00 - 22:54 | 同時ネット |
| 広島県         | 中国放送（RCC）           | TBS系列 | 日曜 22:00 - 22:54 | 同時ネット |
| 山口県         | テレビ山口（tys）         | TBS系列 | 日曜 22:00 - 22:54 | 同時ネット |
| 愛媛県         | あいテレビ（ITV）         | TBS系列 | 日曜 22:00 - 22:54 | 同時ネット |
| 高知県         | テレビ高知（KUTV）        | TBS系列 | 日曜 22:00 - 22:54 | 同時ネット |
| 福岡県         | RKB毎日放送（RKB）        | TBS系列 | 日曜 22:00 - 22:54 | 同時ネット |
| 長崎県         | 長崎放送（NBC）           | TBS系列 | 日曜 22:00 - 22:54 | 同時ネット |
| 熊本県         | 熊本放送（RKK）           | TBS系列 | 日曜 22:00 - 22:54 | 同時ネット |
| 大分県         | 大分放送（OBS）           | TBS系列 | 日曜 22:00 - 22:54 | 同時ネット |
| 宮崎県         | 宮崎放送（MRT）           | TBS系列 | 日曜 22:00 - 22:54 | 同時ネット |
| 鹿児島県       | 南日本放送（MBC）         | TBS系列 | 日曜 22:00 - 22:54 | 同時ネット |
| 沖縄県         | 琉球放送（RBC）           | TBS系列 | 日曜 22:00 - 22:54 | 同時ネット |

## 書籍
- 「林先生が驚く初耳学! 公式BOOK（1）」（2015年12月11日初版発売、出版：角川マガジンズ、ISBN 978-4048947671）
  - 番組初の公式書籍で、過去に放送済みの内容から一部を再構成。

## スタッフ
- ナレーション：永田亮子
- 構成：興津豪乃、相澤昇、寺田智和、本松エリ、狩野孝彦、坂本龍二、雨宮裕也、高﨑淳平／堀江利幸
- TP：山下悠介
- 編集：岡田秀夫、林仁美
- CG：榛葉大介（PDB）
- イラスト：朝霧レオ
- 効果：久坂惠紹、西島弘晃
- MA：三木多聞
- リサーチ：maneuver
- 美術プロデューサー：吉田敬
- デザイン：今長和宏
- 美術進行：三上貴子
- メイク：春山輝江
- 衣裳：田中梨里子
- 技術協力：ニューテレス、プログレッソ、イングス、戯音工房
- 美術協力：フジアール
- 編成：田中万結香（毎日放送）
- アドバイザー：内藤史・西澤和也（毎日放送）
- 宣伝：島田由美（毎日放送）
- デスク：水野祥子・小中理恵（毎日放送）、小谷野沙樹（MBS企画）
- キャスティング：吉田弓恵
- 進行：権田祐輔（以前はAP）
- AP：大川紗帆
- 制作プロデューサー：日下潤（えすと、以前はプロデューサー）、木造結葉（以前はAD→AP、内藤名義）、桑原愛希（FAT TRUNK）、岡崎佑美（ノンプロダクション）、橋本孔一（Gothic、以前はAP→プロデューサー）、高橋味楓、藤田典子、鈴木康浩・山本美沙恵（クロスブリード、以前はプロデューサー）、垣内ちひろ（MBS企画、以前はAP）
- プロデューサー：植村仁（毎日放送）、安原マリック勇人（ワタナベエンターテインメント）、荒井美妃（mellowlife）、岩崎正志・出合信之（MBS企画）
- 総合演出：田中良憲（MBS企画）
- チーフプロデューサー：中村卓也（毎日放送）、大和田宇一（ワタナベエンターテインメント）
- 制作協力：MBS企画、えすと、FAT TRUNK、Gothic、クロスブリード
- 制作：ワタナベエンターテインメント
- 製作著作：毎日放送

### 過去のスタッフ
- ナレーション：茶風林、浜田治貴（浜田→パリコレ学のみ）
- 構成：大石依里香、カツオ、吉野基比古、矢野了平、村上洋賢
- CG：田中秀幸
- 音効：宮本大生
- 効果：多田思央恵
- メイク：NOBU（LOVABLE、以前はroraima）、宮本由梨（Lila）、KUBOKI（Three PEACE）、SAKURA（まきうらオフィス）、高橋里帆（Happy Star）
- 衣裳：斉藤くみ（signo）
- 編成：石田敦子・尹楊会・藤岡恒徳・向功・木村敦・近藤千笑子・水野愛美（毎日放送）
- 宣伝：松岡晃平・安藤ひと実・工藤舞弥（毎日放送）
- アドバイザー：鶴本康彦・登坂琢磨（毎日放送）
- 制作プロデューサー：村山俊彦（LUCKY PANDA）、白鳥秀明・梅野麻未（2人共Octagon）、久田誠司（以前はAP）
- プロデューサー：山田陽輔・漆畑英樹（毎日放送）、中間恒（ワタナベエンターテインメント）、中村和宏（MBS企画）、丸山浩史（NONぷれ）、勝俣幸多（花組）、内山大輔（Gothic、以前は制作プロデューサー→一時離脱→復帰）、福田直幸（一時離脱→復帰）
- 総合演出：中村武史（毎日放送）
- 総合演出・プロデューサー：水野雅之（毎日放送）
- チーフプロデューサー：田中良・林智也・藪内広之・上野大介・木米英治（毎日放送）